# 더 월드 비트윈 어스
《더 월드 비트윈 어스》(영어: The World Between Us)는 2021년 방영된 필리핀의 드라마이다.